# Maria Celeste Genitempo
Maria Celeste Genitempo (* 3. August 1974 in Galveston, Texas als Maria Celeste Tucker) ist eine US-amerikanische Schauspielerin und Model.

## Leben
Genitempo studierte Radio & Television Broadcasting an der Connecticut School of Broadcasting. Sie modelte und trat in verschiedenen Werbespots sowie Independent-Filmen auf. In Annabel Schofields romantischen Film Flash! war sie 2003 als Fernanda zu sehen, eine der Hauptrollen. Sie spielte kleinere Rollen in weiteren Filmen sowie Fernsehserien und trat im Reality-TV auf. Sie war mit dem Filmmitarbeiter Joey Genitempo verheiratet.

## Filmografie
- 1996: Mars Attacks!
- 1998: Die Sportskanonen (BASEketball)
- 1999: Zeit der Sehnsucht (Days of Our Lives, Fernsehserie)
- 1999: Blade Sisters
- 2001: Star Trek: Enterprise (Enterprise, Fernsehserie, eine Folge)
- 2002: V.I.P. – Die Bodyguards (V.I.P., Fernsehserie, eine Folge)
- 2003: Flash!
- 2003: Unzertrennlich (Stuck on You)
- 2003: Smart Solutions (Fernsehserie, eine Folge)
- 2013: Homeland: Aftermath (Fernsehserie, eine Folge)
- 2013: Definitely! (Kurzfilm)